# Liriomyza primitiva
Liriomyza primitiva är en tvåvingeart som beskrevs av Spencer 1977. Liriomyza primitiva ingår i släktet Liriomyza och familjen minerarflugor. Inga underarter finns listade i Catalogue of Life.